# اسکوتر لاوری
اِلمر کَمدِن لاوری (انگلیسی: Elmer Camden Lowry؛ ‏ ۱۹ دسامبر ۱۹۱۹ – حوالی ۱ مهٔ ۱۹۸۹) مشهور به اسکوتر بازیگر خردسال اهل ایالات متحده آمریکا بود. وی بین سال‌های ۱۹۲۶ تا ۱۹۳۴ میلادی فعالیت می‌کرد. او در چندین فیلم از دارودسته ما نقش‌آفرینی نمود.
از فیلم‌هایی که وی در آن‌ها نقش داشته است، می‌توان به برادر کوچولو، سگم را دوست دارم، جهانگردی، ۴۵ دقیقه از هالیوود و کک‌های جنجال‌آفرین اشاره نمود.